# Центральная котловина (Тихий океан)
Центральная котловина, также Центрально-Тихоокеанская котловина — подводная котловина в Тихом океане, расположенная между Маршалловыми островами, островами Гилберта и Тувалу на западе и хребтом Лайн на востоке.
Площадь котловины составляет 5,7 млн. км². Глубина достигает 6957 м. Дно котловины представляет собой абиссальную подводную равнину, над которой поднимаются изолированные горы высотой до 814 м (гора Витязь) или цепочки гор вулканического происхождения (гора Титова). Осадочные породы дна — главным образом красная глина и радиоляриевые илы.